# Lejops grisescens
Lejops grisescens är en tvåvingeart som beskrevs av Hull 1943. Lejops grisescens ingår i släktet sävblomflugor, och familjen blomflugor.
Artens utbredningsområde är New Jersey. Inga underarter finns listade i Catalogue of Life.